# Stemexpressie
Stemexpressie is het uiting geven aan gevoel met behulp van de menselijke stem. Iedere spreker geeft aan de boodschap een onderliggend gevoel mee. In de stem kan bijvoorbeeld angst te horen zijn, onzekerheid of vreugde. De expressie in de stem geeft aan hoe iemand zich voelt. Het is een directe weergave van het gemoed. De stem is een wezenlijk element van de persoonlijkheid en speelt een essentiële rol in iedere intermenselijke communicatie en in het gezongen lied. Het gaat hierbij om klankkleur, toon, volume, trilling en duur. Behalve de weerklank van de emotionele toestand van de spreker, geeft stemexpressie ook diens intenties weer. Zo kan een stem dwingen, vleien, stellen of vragen.
De mens richt zich in eerste instantie vooral op de inhoud van woorden en hun betekenis. Daarnaast luistert hij intuïtief naar de zogenaamde stemtaal (stemkwaliteit, intonatie, spreektoon, melodie, geluidssterkte) om te ontdekken hoe een boodschap bedoeld is. Rationeel luisteren is een bewust aspect van dagelijkse communicatie. Het intuïtieve luisteren gebeurt veel onbewuster maar is onmisbaar bij het begrijpen van de boodschap.

## Ontwikkeling
Stemexpressie kan zowel op verbale als op non-verbale wijze vorm krijgen. De non-verbale wijze maakt alleen gebruik van puur stemgeluid. Bij het werken op verbale wijze, speelt bij stemexpressie de woordbetekenis geen rol - de woordklanken dienen louter als materiaal, drager van de stemexpressie zelf. Stemexpressie wordt als opzichzelfstaande activiteit gebruikt als middel tot persoonlijke groei, al dan niet binnen een therapeutisch kader of binnen de scholing van professionele sprekers, zangers en acteurs.
Stemexpressie heeft als grondgedachte dat "iemand klinkt zoals hij/zij is", authentiek en zielsverbonden. Door de stem meer ruimte te geven wordt deze rijker aan klankkleur en daarmee aan uitdrukkingsvermogen. Stemexpressie kent invalshoeken vanuit de psychologie, vanuit zang, vanuit het toneel, vanuit de logopedie en vanuit de newagebeweging. Het begrip is nauw verbonden met begrippen als zelfmanifestatie of zelfexpressie, stemontplooiing en stembevrijding. Door stemexpressiecursussen kan men leren zich vrij te laten horen. Het gaat er daarbij om "oordeelvrij" te "verklanken wat men in zich heeft leven".
Indien stemexpressie in een groep wordt beoefend, komt hier nog de dimensie bij van "durven klinken" en anderen hetzelfde horen doen. Elementen als luisteren, samenklank en elkaar ontmoeten worden dan belangrijk. Stemexpressie kan zo door deelnemers als bevrijdend, ontroerend en verbindend worden ervaren.
Bij scholing of training van stemmen ontstaat bij groepswerk de mogelijkheid van het geven van (meervoudige) feedback. Bevestiging, beschrijving en interpretatie van wat deelnemers hebben waargenomen leidt tot betere erkenning, hantering en uitwerking van het stemgeluid. Nieuwe geluiden kunnen zo een basis vormen voor de ontwikkeling van de persoonlijke expressie.

## Kunst
Stemexpressie is geïntroduceerd door toneelontwikkelaars en regisseurs zoals de Rus Konstantin Stanislavski, de Fransman Antonin Artaud en de Pool Grotowski. Exponenten hiervan zijn het New Yorkse Living Theatre uit de jaren 1970 en het Nederlandse/Franse Roy Heart Theater. De Fransman Jean-René Toussaint heeft in de jaren 1980 en 1990 in Nederland een aantal leerlingen opgeleid. In Amerika is Jonathan Goldman een vooraanstaand musicus en auteur op dit gebied. 

## Scholing en therapie
In Nederland is een aantal professionele stemexpressiedocenten. In iedere zangopleiding wordt aandacht besteed aan stemexpressie. Stemexpressie is soms een vak op theater- en toneelopleidingen.
Stemexpressie wordt onder meer gebruikt binnen assertiviteitstrainingen, presentatietrainingen,stottertherapie, bij dementie patiënten, bij moeilijk opvoedbare kinderen, bij patiënten met een longaandoening, in (zang)koren en theater/drama groepen.

## Trivia
- De Afro-Amerikaanse elocutionist en activist Hallie Quinn Brown (ca. 1849–1949) wordt beschouwd als een van de vroege grondleggers van stemexpressie in de Verenigde Staten. Ze gaf les in ademhaling, uitspraak, stemgebruik en voordrachtstechnieken aan historisch zwarte universiteiten en verwierf internationale bekendheid met haar optredens en lezingen.[1]
- Goede voorbeelden van stemexpressie zijn te zien in de Zweedse film As It Is in Heaven en te beluisteren in de uitvoering van John Cage's Aria door Elena Antonenko.